# Piece of Cake
Piece of Cake è il terzo album dei Mudhoney, il primo per la major Reprise Records, pubblicato nel 1992.

## Il disco
Sebbene sia l'album più venduto del catalogo dei Mudhoney, il gruppo ha dichiarato in diverse occasioni che questo lavoro è quello che li soddisfa di meno.
In una intervista a NME, Mark Arm spiegò che le quattro brevi tracce senza titolo erano state registrate separatamente da ognuno dei quattro membri del gruppo. I titoli sono rispettivamente Techno (Arm), Snippet (snip it) (Lukin), Wooden legged cowboy buck (Turner) e The fortez (Peters).

## Tracce
1. (untitled) (Mudhoney) - 0:39
2. No End in Sight (Mudhoney) - 3:35
3. Make It Now (Mudhoney) - 4:25
4. When in Rome (Mudhoney) - 3:54
5. (untitled) (Mudhoney) - 0:25
6. Suck You Dry (Mudhoney) - 2:34
7. Blinding Sun (Mudhoney) - 3:39
8. Thirteenth Floor Opening (Mudhoney) - 2:31
9. Youth Body Expression Explosion (Mudhoney) - 1:59
10. I'm Spun (Mudhoney) - 4:04
11. (untitled) (Mudhoney) - 0:39
12. Take Me There (Mudhoney) - 3:32
13. Living Wreck (Mudhoney) - 3:30
14. Let Me Let You Down (Mudhoney) - 3:57
15. (untitled) (Mudhoney) - 0:28
16. Ritzville (Mudhoney) - 2:38
17. Acetone (Mudhoney) - 4:15

## Formazione
- Mark Arm - voce, chitarra
- Matt Lukin - basso
- Dan Peters - batteria
- Steve Turner - chitarra